# Trochosa glarea
Trochosa glarea är en spindelart som beskrevs av McKay 1979. Trochosa glarea ingår i släktet Trochosa och familjen vargspindlar.
Artens utbredningsområde är Queensland. Inga underarter finns listade i Catalogue of Life.